# Груффало (фильм)
«Гру́ффало» — короткометражный анимационный телефильм, снятый по одноимённой детской книге, ставшей бестселлером в Великобритании и других странах. Фильм озвучен известными актёрами.
Премьера фильма состоялась на телеканале BBC на Рождество 2009 года, ровно через 10 лет после выхода книги Джулии Дональдсон с иллюстрациями Акселя Шеффлера. Фильм завоевал ряд наград и номинировался на кинопремию «Оскар».
В конце 2011 года вышло продолжение «Дочурка Груффало», снятый по второй книге о Груффало в той же стилистике.

## История
Фильм был снят начинающими режиссёрами на маленькой студии. Работа над фильмом заняла два года. Идею экранизировать книгу продюсер Майкл Роуз подал Якобу Шуху ещё летом 2003 года. Несмотря на то, что для получасового фильма в книге было мало диалогов, решено было не вносить поправок и дополнений в текст, поскольку во многих странах дети знали его уже наизусть. Лишь для того, чтобы ввести фигуру рассказчика, понадобилась небольшая «рамочная» конструкция, в которой появляется Белка.
Премьера фильма состоялась на Рождество, 25 декабря 2009 года, на канале BBC One. Первый показ фильма привлёк аудиторию в 8,8 миллионов зрителей.
В США фильм был показан на Международном кинофестивале в Род-Айленде в августе 2010 года; премьера фильма на телевидении состоялась 9 декабря 2010 года на канале ABC Family, также во время рождественского цикла программ. В Германии фильм был показан 24 декабря 2010 года. В том же году в Ереване на кинофестивале РеАнимания 2010 фильм удостоился специального упоминания жюри в номинации «Лучший короткометражный фильм». Во Франции фильм демонстрировался в 2011 году на кинофестивале в Лама (Верхняя Корсика) и на кинофестивале фантастического кино в Страсбурге.

## Сюжет
В роли рассказчицы истории о хитром Мышонке выступает Белка. В начале фильма она едва избегает нападения совы и по просьбе двух своих встревоженных бельчат рассказывает им историю о том, как Мышонок поборол страх и спасся от своих врагов.
Мышонок гулял по лесу в поисках орешка. По дороге он по очереди встретил Лису, Сову и Змею, каждый из которых зазывал его в гости, где на самом деле собирался съесть Мышонка. Однако Мышонок вышел из положения, сказав каждому, что у него уже назначена встреча со страшным и грозным зверем Груффало. Радуясь, что глупые звери поверили его выдумке о несуществующем чудище, Мышонок затем встречает самого Груффало, оказавшегося именно таким, как он нафантазировал. Чтобы теперь Груффало не съел его, Мышонок выдаёт себя за самого страшного зверя в лесу — вместе с Груффало он снова встречает Змею, Сову и Лису, которые в ужасе скрываются. Убедившись в том, что Мышонка все боятся, Груффало и сам решает сбежать, пока жив. А Мышонок принимается за вкусный орешек.
После рассказа Белка и бельчата тоже достают орешек, который Белка выронила неподалёку от дупла, скрываясь от совы.

## Роли озвучивали
- Хелена Бонэм Картер — Белка
- Джеймс Корден — Мышонок
- Робби Колтрейн — Груффало
- Том Уилкинсон — Лиса
- Джон Хёрт — Сова
- Роб Брайдон — Змея

## Награды и номинации
| Церемония                                                              | Получатель премии                               | Номинация                                    | Итог      |
| ---------------------------------------------------------------------- | ----------------------------------------------- | -------------------------------------------- | --------- |
| Оскар-2011                                                             | Якоб Шу, Макс Ланг                              | Лучший анимационный короткометражный фильм   | Номинация |
| BAFTA-2011                                                             | Майкл Роуз, Мартин Поуп Якоб Шу, Макс Ланг      | Лучший анимационный короткометражный фильм   | Номинация |
| Cartoon d’Or-2011                                                      | Якоб Шу, Макс Ланг                              | Cartoon d'or                                 | Номинация |
| Международный фестиваль короткометражных фильмов Канадского Киноцентра | Якоб Шу, Макс Ланг                              | Приз зрительских симпатий                    | Победа    |
| Международный фестиваль детского кино в Чикаго                         | Якоб Шу, Макс Ланг                              | Best of the Fest                             | Победа    |
| Анимационный кинофестиваль «Anima Mundi» 2010 года                     | Якоб Шу, Макс Ланг                              | Лучший детский короткометражный фильм        | Победа    |
| Анимационный кинофестиваль 2010 года в Анси                            | Якоб Шу, Макс Ланг                              | Лучший телефильм (Award For Best Tv Special) | Победа    |
| Анимационный кинофестиваль 2010 года в Оттаве                          | Якоб Шу, Макс Ланг                              | Лучший детский анимационный телефильм        | Победа    |
| Фестиваль короткометражных фильмов 2010 года в Саппоро                 | Якоб Шу, Макс Ланг                              | Серебряный приз «Выбор ребёнка»              | Победа    |
| «Broadcast Awards» 2011 года                                           | «Magic Light Pictures» при участии «Studio Soi» | Лучшая детская телепрограмма                 | Победа    |